# Le Fjord-du-Saguenay
Le Fjord-du-Saguenay ist eine regionale Grafschaftsgemeinde (französisch municipalités régionales de comté, MRC) in der kanadischen Provinz Québec.
Sie liegt in der Verwaltungsregion Saguenay–Lac-Saint-Jean und besteht aus 16 untergeordneten Verwaltungseinheiten (13 Gemeinden und drei gemeindefreie Gebiete). Die MRC wurde am 1. Januar 1983 gegründet. Am 18. Februar 2002 entstand die Stadt Saguenay durch Zusammenschluss mehrerer Städte und Gemeinden und wurde aus der MRC herausgelöst. Der Hauptort ist Saguenay (obwohl diese Stadt selbst nicht dazu gehört). Die Einwohnerzahl beträgt 21.600 (Stand: 2016) und die Fläche 40.232,50 km², was einer Bevölkerungsdichte von 0,5 Einwohnern je km² entspricht.
Der Windpark Rivière-du-Moulin befindet sich teilweise auf dem Gebiet von Le Fjord-du-Saguenay.

## Gliederung
Gemeinde (municipalité)
- Bégin
- Ferland-et-Boilleau
- L’Anse-Saint-Jean
- Larouche
- Petit-Saguenay
- Rivière-Éternité
- Saint-Ambroise
- Saint-Charles-de-Bourget
- Saint-David-de-Falardeau
- Saint-Félix-d'Otis
- Saint-Fulgence
- Saint-Honoré
- Sainte-Rose-du-Nord

Gemeindefreies Gebiet (territoire non-organisé)
- Lac-Ministuk
- Lalemant
- Mont-Valin

## Angrenzende MRC und vergleichbare Gebiete
- Jamésie
- Manicouagan
- Charlevoix-Est
- Charlevoix
- Lac-Saint-Jean-Est
- Saguenay